# Hampden Park
Hampden Park is een Schots voetbalstadion in Glasgow. Het stadion biedt onderdak aan Queen's Park FC en het Schots voetbalelftal. Het is het derde stadion met deze naam op dezelfde plek. Elders in Glasgow hebben Celtic en de Rangers hun eigen stadion: Celtic Park en Ibrox Stadium.
Tot de opening van het Maracanã (Rio de Janeiro) was dit het grootste stadion ter wereld. Het toeschouwersrecord is gezet in 1937: 149.000. Uiteindelijk heeft het stadion nu 52.670 zitplaatsen. Het publiek hier weet de beroemde 'Hampden Roar' (Hampden Gebrul) aan te heffen.
Van 23 juli tot en met 3 augustus 2014 vond in dit stadion de twintigste editie van de Gemenebestspelen plaats. De toeschouwerscapaciteit werd hiervoor teruggebracht naar 44.000.

## Wedstrijden
Nationaal
Jaarlijks wordt hier de finale van de Beker van Schotland gespeeld.
Internationaal
| Datum         | Wedstrijd       | Winnaar           | uitslag      | Finalist            | Toeschouwers |
| ------------- | --------------- | ----------------- | ------------ | ------------------- | ------------ |
| wo 18-05-1960 | Finale EC-I     | Real Madrid CF    | 7-3          | Eintracht Frankfurt | 135.000      |
| wo 12-05-1976 | Finale EC-I     | FC Bayern München | 1-0          | AS Saint-Étienne    | 54.684       |
| wo 15-05-2002 | Finale CL       | Real Madrid CF    | 2-1          | Bayer 04 Leverkusen | 51.456       |
| wo 16-05-2007 | Finale UEFA Cup | Sevilla FC        | 2-2 ns (3-1) | RCD Espanyol        | 52.000       |

## Europees kampioenschap voetbal 2020
In 2021 was Hampden Park een van de 11 stadions waar het Europees kampioenschap voetbal 2020 werd gehouden. Er werden drie wedstrijden in de groepsfase en één achtste finale in het stadion gespeeld.
| Datum        | Team #1   | uitslag        | Team #2   | Ronde      | Toeschouwers |
| ------------ | --------- | -------------- | --------- | ---------- | ------------ |
| 14 juni 2021 | Schotland | 0–2            | Tsjechië  | Groep D    | 9.847        |
| 18 juni 2021 | Kroatië   | 1–1            | Tsjechië  | Groep D    | 5.607        |
| 22 juni 2021 | Kroatië   | 3–1            | Schotland | Groep D    | 9.896        |
| 29 juni 2021 | Zweden    | 1–1 (n.v. 1–2) | Oekraïne  | 1/8 finale | 9.221        |